# Comps (Drôme)
Pour les articles homonymes, voir Comps.
Comps est une commune française située dans le département de la Drôme, en région Auvergne-Rhône-Alpes.

## Géographie

### Localisation
D'aspect essentiellement rural et rattachée à la communauté de communes Dieulefit-Bourdeaux, la commune de Comps est située à 8 km au nord-est de Dieulefit et à 6 km au sud de Bourdeaux.

### Relief et géologie
Sites particuliers :
- Col de Ventebrun
- Col de Vesc
- Col du Pertuis
- Montagne de Saint-Maurice (960 m)
- Montagne des Ventes (936 m)
- Plan du Serre (631 m)

### Hydrographie
La commune est arrosée par les cours d'eau suivants :
- la Rimandoule
- le Jabron(source)
- ravin de Combe Turel
- ravin de Chante-Perdrix
- ravin de la Chareta
- ravin de Ribière
- ravin des Fanges
- ravin du Faure
- ravin du Pont
- ravin du Pré de Laie
- ruisseau de Lèbre
- ruisseau de l'Église
- ruisseau de Marre Combe
- ruisseau de Pravie

### Climat
Pour des articles plus généraux, voir Climat d'Auvergne-Rhône-Alpes et Climat de la Drôme.
En 2010, le climat de la commune est de type climat méditerranéen altéré, selon une étude du CNRS s'appuyant sur une série de données couvrant la période 1971-2000. En 2020, Météo-France publie une typologie des climats de la France métropolitaine dans laquelle la commune est exposée à un climat de montagne ou de marges de montagne et est dans la région climatique  Alpes du sud, caractérisée par une pluviométrie annuelle de 850 à 1 000 mm, minimale en été. 
Pour la période 1971-2000, la température annuelle moyenne est de 11,7 °C, avec une amplitude thermique annuelle de 17,2 °C. Le cumul annuel moyen de précipitations est de 915 mm, avec 7,8 jours de précipitations en janvier et 4,1 jours en juillet. Pour la période 1991-2020, la température moyenne annuelle observée sur la station météorologique de Météo-France la plus proche, sur la commune de Bourdeaux à 4 km à vol d'oiseau, est de 11,9 °C et le cumul annuel moyen de précipitations est de 953,4 mm,. Pour l'avenir, les paramètres climatiques de la commune estimés pour 2050 selon différents scénarios d'émission de gaz à effet de serre sont consultables sur un site dédié publié par Météo-France en novembre 2022.

## Urbanisme

### Typologie
Au 1er janvier 2024, Comps est catégorisée commune rurale à habitat très dispersé, selon la nouvelle grille communale de densité à 7 niveaux définie par l'Insee en 2022.
Elle est située hors unité urbaine et hors attraction des villes,.

### Occupation des sols
L'occupation des sols de la commune, telle qu'elle ressort de la base de données européenne d’occupation biophysique des sols Corine Land Cover (CLC), est marquée par l'importance des territoires agricoles (58,8 % en 2018), en augmentation par rapport à 1990 (57 %). La répartition détaillée en 2018 est la suivante : forêts (41,2 %), prairies (25,5 %), zones agricoles hétérogènes (25,2 %), terres arables (8,2 %). L'évolution de l’occupation des sols de la commune et de ses infrastructures peut être observée sur les différentes représentations cartographiques du territoire : la carte de Cassini (XVIIIe siècle), la carte d'état-major (1820-1866) et les cartes ou photos aériennes de l'IGN pour la période actuelle (1950 à aujourd'hui).

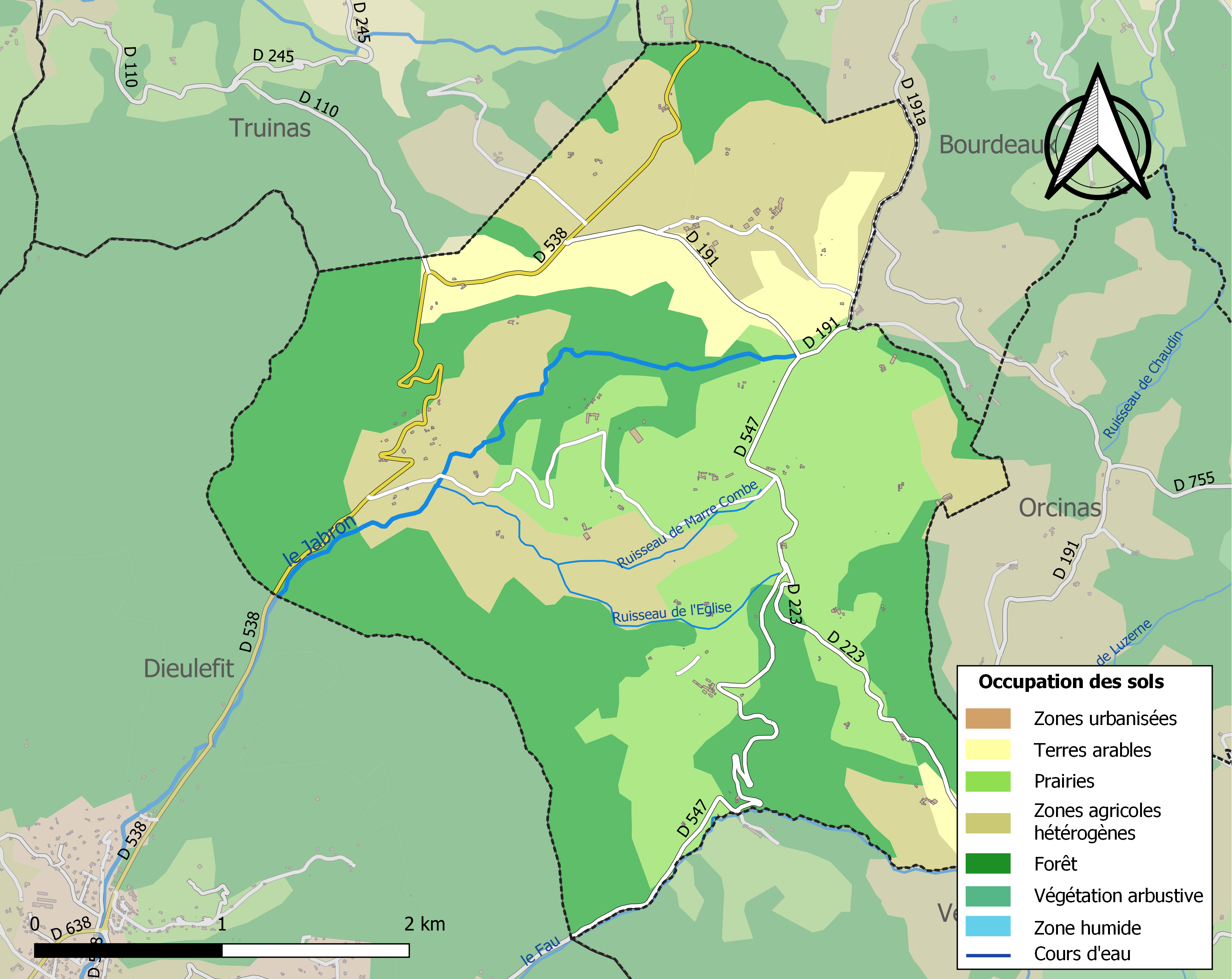
Carte des infrastructures et de l'occupation des sols de la commune en 2018 (CLC).

### Morphologie urbaine
L'habitat est dispersé, sans village chef-lieu.

#### Quartiers, hameaux et lieux-dits
Site Géoportail (carte IGN) :
- Bois de Combe Turel
- Bois Vieux
- Brachet
- Cardinal
- Château de Comps
- Chemin de la Calade
- Clos Rabier
- Combe Turel
- Église de Comps
- Faquin
- Fontaine des Clos
- Grimolle
- la Calade
- la Gallienne
- l'Alouette
- la Motte
- la Patte
- la Plaine
- le Collet
- le Lume
- le Moulin Cordeil
- le Mouret
- le Pouzet
- les Blachons
- les Bourets
- les Buffelas
- le Serre
- les Lombards
- les Taillées
- les Tolliers
- les Vernets
- Mairie de Comps
- Mauchamp
- Pont de la Chauvette
- Ribière
- Rossignol
- Source du Jabron
- Sourier
- Thomas
- Vallier
- Vinouze

### Voies de communication et transports
La commune est desservie par les routes départementales D 191, D 523, D 538 et D 547.

## Toponymie

### Attestations
Dictionnaire topographique du département de la Drôme :
- 1031 : mention de la viguerie : vicaria de Culmis (cartulaire de Savigny, 237).
- 1107 : mention du prieuré : ecclesia de Culs (visites épiscopales, 901).
- 1210 : castrum de Cums (cartulaire de Die, 21).
- 1293 : castrum de Combis (Bulletin de la Société d'archéologie, IV, 380).
- 1324 : castrum de Comps (Duchesne, Comtes de Valentinois, 29).
- XIVe siècle : mention du prieuré : prior de Comps (pouillé de Die).
- 1449 : mention du prieuré : prioratus de Compis (pouillé hist.).
- 1509 : mention de l'église Saint-Pierre : ecclesia Beati Petri de Comps (visites épiscopales).
- 1891 : Comps, commune du canton de Dieulefit.

### Étymologie
Le nom du village dériverait soit du gaulois cumba « vallée » ; soit du latin culmen-inis « point culminant ». Cette dernière hypothèse aurait l'avantage de respecter les formes anciennes du nom et de correspondre à l'implantation ancienne du village.

## Histoire

### Du Moyen Âge à la Révolution
La plus ancienne attestation du village dans un document écrit remonte à 1032, quand des terres y sont données à l'abbaye de Savigny (Rhône). Les comtes de Valentinois y établissent une viguerie au XIe siècle dont le ressort s'étend de Bourdeaux à Dieulefit. À l'époque, le village est implanté sur un site perché.
Au XIe siècle, Comps était le chef-lieu, ou tout au moins donnait son nom à une viguerie comprenant avec une partie du canton de Dieulefit, partie de celui de Bourdeaux.
Le bourg compta deux seigneurs qui se distinguèrent aux croisades.
La seigneurie :
- Au point de vue féodal, la terre (ou seigneurie) était un fief des comtes de Valentinois[14],[15].
- Possession des Comps[14].
- XIIIe siècle : Comps passe (par alliance) aux Vesc[14].
- XVIIe siècle : la terre passe aux Moreton de Chabrillan, derniers seigneurs[14].

1744 (démographie) : 160 habitants.
Avant 1790, Comps était une communauté de l'élection, subdélégation et sénéchaussée de Montélimar.

Elle formait une paroisse du diocèse de Die dont l'église, dédiée aux saints Pierre et Paul, était celle d'un prieuré qui, dépendant aux XIe et XIIe siècles de l'abbaye de Savigny et ensuite de celle de Saint-Thiers de Saou, fut uni vers 1731 au chapitre de Saint-Sauveur de Crest qui a été, de ce chef, décimateur et collateur dans cette paroisse jusqu'à la Révolution.

### De la Révolution à nos jours
Pendant la Révolution française, le domaine du château est vendu comme bien national en 44 lots.
Cette commune fait partie du canton de Dieulefit depuis 1790.
En 1944, le 31 juillet, près de Comps, le terrain répondant au nom de code « Framboise » reçoit quinze parachutistes avec armes et bagages faisant partie d'un commando en provenance d'Alger sous les ordres du sous-lieutenant Corley. Le lendemain, 1er août, quinze autres parachutistes, sous les ordres de l'aspirant Muelle, sont réceptionnés.

## Politique et administration

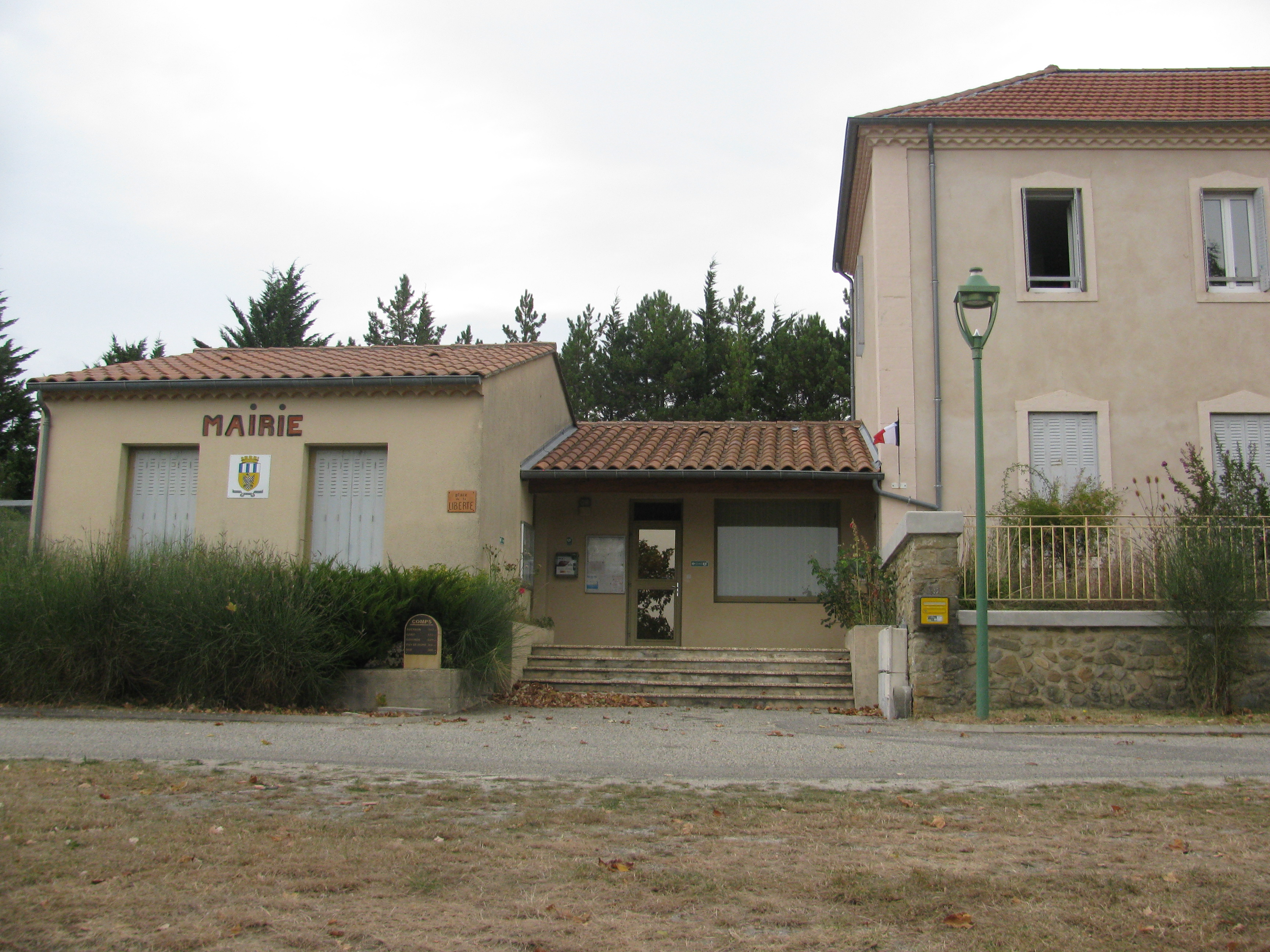
Mairie de Comps.

### Liste des maires
| Période                                                                      | Période                    | Identité                               | Étiquette | Qualité       |
| ---------------------------------------------------------------------------- | -------------------------- | -------------------------------------- | --------- | ------------- |
| Les données manquantes sont à compléter. : de la Révolution au Second Empire |                            |                                        |           |               |
| 1790                                                                         | 1871                       | ?                                      |           |               |
| Les données manquantes sont à compléter. : depuis la fin du Second Empire    |                            |                                        |           |               |
| 1871                                                                         | 1874                       | ?                                      |           |               |
| 1874                                                                         | 1878                       | ?                                      |           |               |
| 1878                                                                         | 1884                       | ?                                      |           |               |
| 1884                                                                         | 1888                       | ?                                      |           |               |
| 1888                                                                         | 1892                       | ?                                      |           |               |
| 1892                                                                         | 1896                       | ?                                      |           |               |
| 1896                                                                         | 1900                       | ?                                      |           |               |
| 1900                                                                         | 1904                       | ?                                      |           |               |
| 1904                                                                         | 1908                       | ?                                      |           |               |
| 1908                                                                         | 1912                       | ?                                      |           |               |
| 1912                                                                         | 1919                       | ?                                      |           |               |
| 1919                                                                         | 1925                       | ?                                      |           |               |
| 1925                                                                         | 1929                       | ?                                      |           |               |
| 1929                                                                         | 1935                       | ?                                      |           |               |
| 1935                                                                         | 1945                       | ?                                      |           |               |
| 1945                                                                         | 1947                       | ?                                      |           |               |
| 1947                                                                         | 1953                       | ?                                      |           |               |
| 1953                                                                         | 1959                       | ?                                      |           |               |
| 1959                                                                         | 1965                       | ?                                      |           |               |
| 1965                                                                         | 1971                       | ?                                      |           |               |
| 1971                                                                         | 1977                       | ?                                      |           |               |
| 1977                                                                         | 1983                       | ?                                      |           |               |
| 1983                                                                         | 1989                       | Gilbert Marcel                         |           |               |
| 1989                                                                         | 1995                       | ?                                      |           |               |
| 1995                                                                         | 2001                       | ?                                      |           |               |
| 2001                                                                         | 2008                       | Roger Lafond                           |           |               |
| 2008                                                                         | 2014                       | Roger Lafond                           |           | maire sortant |
| 2014                                                                         | 2020                       | Jean-Pierre Fabre                      |           | retraité      |
| 2014                                                                         | En cours (au 15 juin 2022) | Jean-Pierre Fabre[source insuffisante] |           |               |

## Population et société

### Démographie
L'évolution du nombre d'habitants est connue à travers les recensements de la population effectués dans la commune depuis 1793. Pour les communes de moins de 10 000 habitants, une enquête de recensement portant sur toute la population est réalisée tous les cinq ans, les populations de référence des années intermédiaires étant quant à elles estimées par interpolation ou extrapolation. Pour la commune, le premier recensement exhaustif entrant dans le cadre du nouveau dispositif a été réalisé en 2008.

En 2022, la commune comptait 137 habitants, en évolution de −16,46 % par rapport à 2016 (Drôme : +2,64 %, France hors Mayotte : +2,11 %).
| 1793 | 1800 | 1806 | 1821 | 1831 | 1836 | 1841 | 1846 | 1851 |
| ---- | ---- | ---- | ---- | ---- | ---- | ---- | ---- | ---- |
| 398  | 206  | 323  | 305  | 317  | 361  | 348  | 355  | 348  |

| 1856 | 1861 | 1866 | 1872 | 1876 | 1881 | 1886 | 1891 | 1896 |
| ---- | ---- | ---- | ---- | ---- | ---- | ---- | ---- | ---- |
| 327  | 312  | 300  | 297  | 324  | 320  | 308  | 281  | 285  |

| 1901 | 1906 | 1911 | 1921 | 1926 | 1931 | 1936 | 1946 | 1954 |
| ---- | ---- | ---- | ---- | ---- | ---- | ---- | ---- | ---- |
| 276  | 267  | 244  | 190  | 171  | 175  | 163  | 174  | 150  |

| 1962 | 1968 | 1975 | 1982 | 1990 | 1999 | 2006 | 2008 | 2013 |
| ---- | ---- | ---- | ---- | ---- | ---- | ---- | ---- | ---- |
| 142  | 119  | 104  | 129  | 137  | 118  | 153  | 163  | 163  |

| 2018 | 2022 | - | - | - | - | - | - | - |
| ---- | ---- | - | - | - | - | - | - | - |
| 149  | 137  | - | - | - | - | - | - | - |

### Enseignement

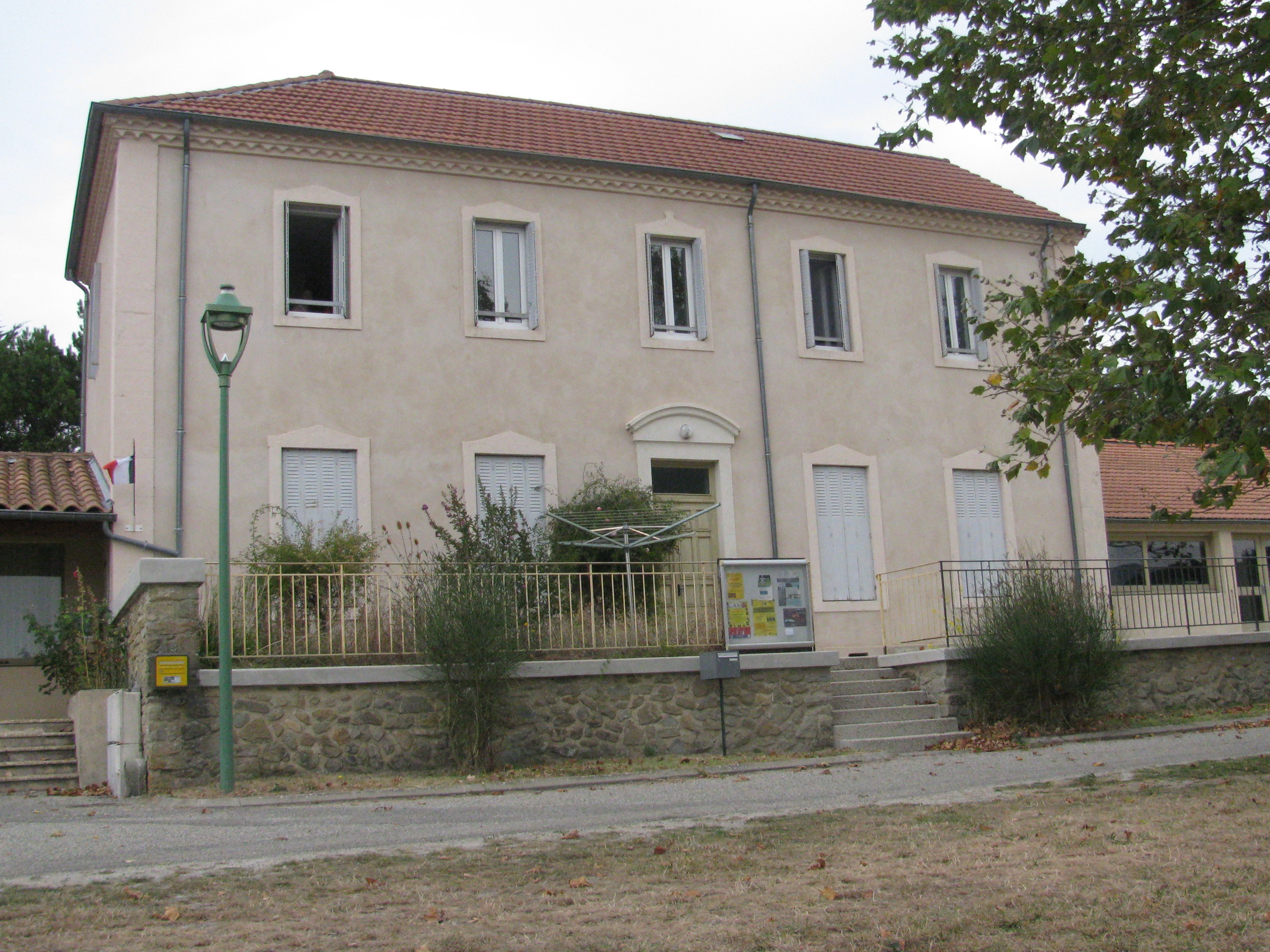
Ancienne école de Comps.

La commune de Comps dépend de l'académie de Grenoble. Elle n'a pas d'école en activité.

### Loisirs
- Chasse[15].
- Randonnées : GR 9 - GR 965 - GR de Pays Tour du Pays de Dieulefit[1].

### Médias
Le territoire de la commune se situe dans l'aire de diffusion de plusieurs médias :
- Presse écrite
  - Le Dauphiné libéré, quotidien régional qui consacre, chaque jour, y compris le dimanche, dans son édition de « Romans et Drôme des collines » un ou plusieurs articles à l'actualité du canton et de la commune, ainsi que des informations sur les éventuelles manifestations locales, les travaux routiers, et autres événements divers à caractère local.
  - L'Agriculture Drômoise, journal d'informations agricoles et rurales, couvre l'ensemble du département de la Drôme.
  - Drôme Hebdo (ancien Peuple Libre), hebdomadaire chrétien d'informations.
- Presse audio-visuelle
  - Ici Drôme Ardèche est une radio publique locale diffusée sur son territoire et sur celui du département de la Drôme.

### Cultes
La paroisse catholique de Comps dépend du diocèse de Valence, doyenné de Cléon-d'Andran.

## Économie

### Agriculture
En 1992 : pâturages (ovins), céréales.
- Produits locaux : fromage picodon[15].

## Culture locale et patrimoine

### Lieux et monuments
- Motte castrale au point culminant de la commune[réf. nécessaire].
- Château dominant la vallée[15].
- Église Saints-Pierre-et-Paul (XIe siècle, MH) : plan carré, coupoles sur trompes, nef inachevée sur les quatre absidioles en cul-de-four (l'une est remplacée par une chapelle gothique), porte en arc brisé des XVe et XVIe siècles, tour massive avec lanterne[15].

L'église Saint-Pierre-et-Saint-Paul existait au XIe siècle. Le bâtiment actuel est construit au XIIe siècle. Elle est classée monument historique depuis 1938.
- Le château de Comps, ou château moderne, est quadrangulaire avec quatre tours d'angle. Il a été construit au XVe siècle sur une base médiévale par les Vesc, seigneurs du village[13].

### Patrimoine culturel
- Le roman de Valérie Paturaud, Nézida (2020)  (ISBN 979-10-349-0256-9) se déroule au hameau de la Calade[23]. C'est une biographie romancée de Nézida Cordeil (1856-1884), épouse d'Antonin Soubeyran (1852-1937), dont l'action se déroule (en partie) dans le milieu protestant de Comps et de Dieulefit[24],[25],[26].

### Patrimoine naturel
- Vallée sauvage du Jabron[15].

### Personnalités liées à la commune
- Chrystèle Vuillemin, alias Yllya : auteur de bande dessinée.

### Héraldique, logotype et devise
| Blason de Comps | Blason  | D'or à l'aigle échiquetée de sable et d'argent; au chef palé d'azur et d'or. |
| Blason de Comps | Détails | Le statut officiel du blason reste à déterminer.                             |